# Драгољуб Аранђеловић
Драгољуб Аранђеловић (Параћин, 26. октобар 1873 — Београд, 4. мај 1950) био је српски правник, професор и политичар.

## Биографија
Гимназију и Правни факултет, завршио је у Београду, а 1904. докторирао у Ростоку (Немачка). Исте године изабран је за доцента на Правном факултету у Београду, а 1906. постао је ванредни, а 1921. редовни професор на том факултету. Предавао је најпре римско право, а затим грађанско право и грађански судски поступак.
Уз науку бавио се и публицистиком и политиком. Био је народни посланик, а од јуна 1911. до јуна 1912. министар правде у Србији.

### Публициста
Писао је чланке, монографије, приказе и уџбенике из предмета које је предавао на универзитету, а с немачког је превео аустријски грађански законик. Неко време (1906—1910) је уређивао Архив за правне и друштвене науке.

### Правник
Као правник припадао је конзервативној струји, држећи се углавном аустријске правне доктрине. Заузимао се за пуну рецензију аустријског права приликом рада на изједначавању законодавска у предратној Југославији, а нарочито за време шестојануарске диктатуре. Један је од главних редактора, предратног југословенског грађанског судског поступка, ванпарничког поступка, стечајног поступка, Закона о принудном поравнању ван стечаја и судског пословника.
Био је у више наврата арбитар Југославије у међународним судовима, а нарочито у мешовитим судовима који су расправљали спорове између Југославије и Немачке, Аустрије и Мађарске, о имовинским питањима у вези с Версајским миром и другим уговорима у миру.

### Политичар
Као политичар припадао је Радикалној странци, а после Првог светског рата до 6. јануар 1929. приклања се Протићевом крилу Радикалне странке, залаже се за федеративно уређење Југославије и у опозицији је према владама.
После шестојануарске диктатуре 1929. године Анђелковић сарађује са режимом краља Александра, који га због тога награђује, поставивши га за сенатора.